# 2006 ve sportu
Toto je přehled sportovních událostí konaných v roce 2006.

## Olympijské hry
- Zimní olympijské hry 2006 v Turíně (medailisté)

## Florbal
- Mistrovství světa ve florbale mužů 2006 –  Švédsko
- Mistrovství světa ve florbale žen do 19 let 2006 –  Švédsko
- European Cup 05/06 – Muži:  Warbergs IC-85, Ženy:  IKSU
- Fortuna extraliga 2005/2006 – Tatran Techtex Střešovice
- 1. florbalová liga žen 2005/2006 – FBC Liberec Crazy Girls

## Fotbal
Mezinárodní reprezentační soutěže mužů
- Mistrovství světa ve fotbale 2006 – 1. Itálie, 2. Francie, 3. Německo
- Africký pohár národů – 1. Egypt, 2. Pobřeží slonoviny, 3. Nigérie
- Asijské hry – 1. Katar, 2. Irák, 3. Írán

Mezinárodní klubové soutěže
- Liga mistrů – FC Barcelona (SPA)
- Pohár UEFA – Sevilla FC (SPA)
- Superpohár UEFA – Sevilla FC (SPA)
- Pohár osvoboditelů – Internacional (BRA)

Národní ligy
- Premier League – 1. Chelsea FC, 2. Manchester United, 3. Liverpool FC
- La Liga – 1. FC Barcelona, 2. Real Madrid, 3. Valencia CF
- Serie A – 1. Inter Milán, 2. AS Řím, 3. AC Milán (ligu vyhrál Juventus Turín, ale kvůli korupční aféře přišel o titul a byl přeložen do Serie B)
- Bundesliga – 1. Bayern Mnichov, 2. Werder Brémy, 3. Hamburger SV
- Gambrinus liga 2005/2006 – 1. Slovan Liberec, 2. FK Mladá Boleslav, 3. SK Slavia Praha ... 16. FK Chmel Blšany[1], poslední (2014/2015) prvoligová sezóna tohoto klubu

Ocenění
- FIFA Světový hráč roku – 1. Fabio Cannavaro (ITA), 2. Zinédine Zidane (FRA), 3. Ronaldinho (BRA)
- Zlatý míč – 1. Fabio Cannavaro (ITA), 2. Gianluigi Buffon (ITA), 3. Thierry Henry (FRA)
- Český Fotbalista roku – Tomáš Rosický

## Lední hokej
- Mistrovství světa v ledním hokeji 2006 – 1. Švédsko, 2. Česko, 3. Finsko
- Stanley Cup – Carolina Hurricanes
- Česká extraliga – HC Sparta Praha
- Mistrovství světa do 20 let – 1. Kanada, 2. Rusko, 3. Finsko

## Motosport
- Formule 1 – Fernando Alonso (SPA, Renault) / Renault F1 (FRA)
- Mistrovství světa silničních motocyklů – Nicky Hayden (USA, Honda) v MotoGP, Jorge Lorenzo (SPA, Aprilia) v 250 cm³, Alvaro Bautista (SPA, Aprilia) v 125 cm³
- Rallye Dakar – Marc Coma (SPA, motocykly), Luc Alphand (FRA, vozy), Vladimir Čagin (RUS, kamiony)

## Kulturistika
- 26. října - Ostrava hostila 60. Mistrovství světa v kulturistice mužů

## Sportovní lezení

### Svět
- Světový pohár ve sportovním lezení 2006
- Mistrovství světa juniorů ve sportovním lezení 2006

### Evropa
- Mistrovství Evropy ve sportovním lezení 2006
- Evropský pohár juniorů ve sportovním lezení 2006

### Česko
- MČR v soutěžním lezení 2006

## Tenis
- Australian Open – Roger Federer / Amélie Mauresmová
- French Open – Rafael Nadal / Justine Heninová
- Wimbledon – Roger Federer / Amélie Mauresmová
- US Open – Roger Federer / Maria Šarapovová
- Hopmanův pohár – Perth – turnaj smíšených družstev
  -  USA –  Nizozemsko 2:1
    -  Lisa Raymondová –  Michaëlla Krajiceková 4:6, 6:7 (4:7)
    -  Taylor Dent –  Peter Wessels 6:1, 6:4
    -  USA –  Nizozemsko 4:6, 6:2, 10:7.
- Gold Coast – Turnaj žen
  - Šafářová–Pennetta 6:3, 6:4
  - Safinová, Shaughnessy – Black, Stubbs 6:2, 6:3
- Adelaide – Turnaj mužů
- Dauha – Turnaj mužů
  - Federer–Monfils 6:3, 7:6 (5)
  - Björkman, Mirnyj – O. Rochus, Ch. Rochus 2:6, 6:3, 10:8.

- Čennai – Turnaj mužů
- Auckland – Turnaj žen
  - Bartoli–Zvonarevová 6:2, 6:2
  - Lichovcevová, Zvonarevová – Loit, Strýcová 6:3, 6:4
- Hongkong – Exhibiční turnaj žen
  - Zlatá skupina – Clijsters–Davenport 6:3, 7:5
  - Stříbrná skupina – Vaidišová–Čeng Ťie 6:2, 3:1 skreč.
  - Dementěvová, Vaidišová – Clijsters, Mirzao 8:5.

## Volejbal
- Memoriál Bořka Stříbrného – turnaj juniorů
  -  Itálie –  Polsko – 3:1